# Jung von Matt

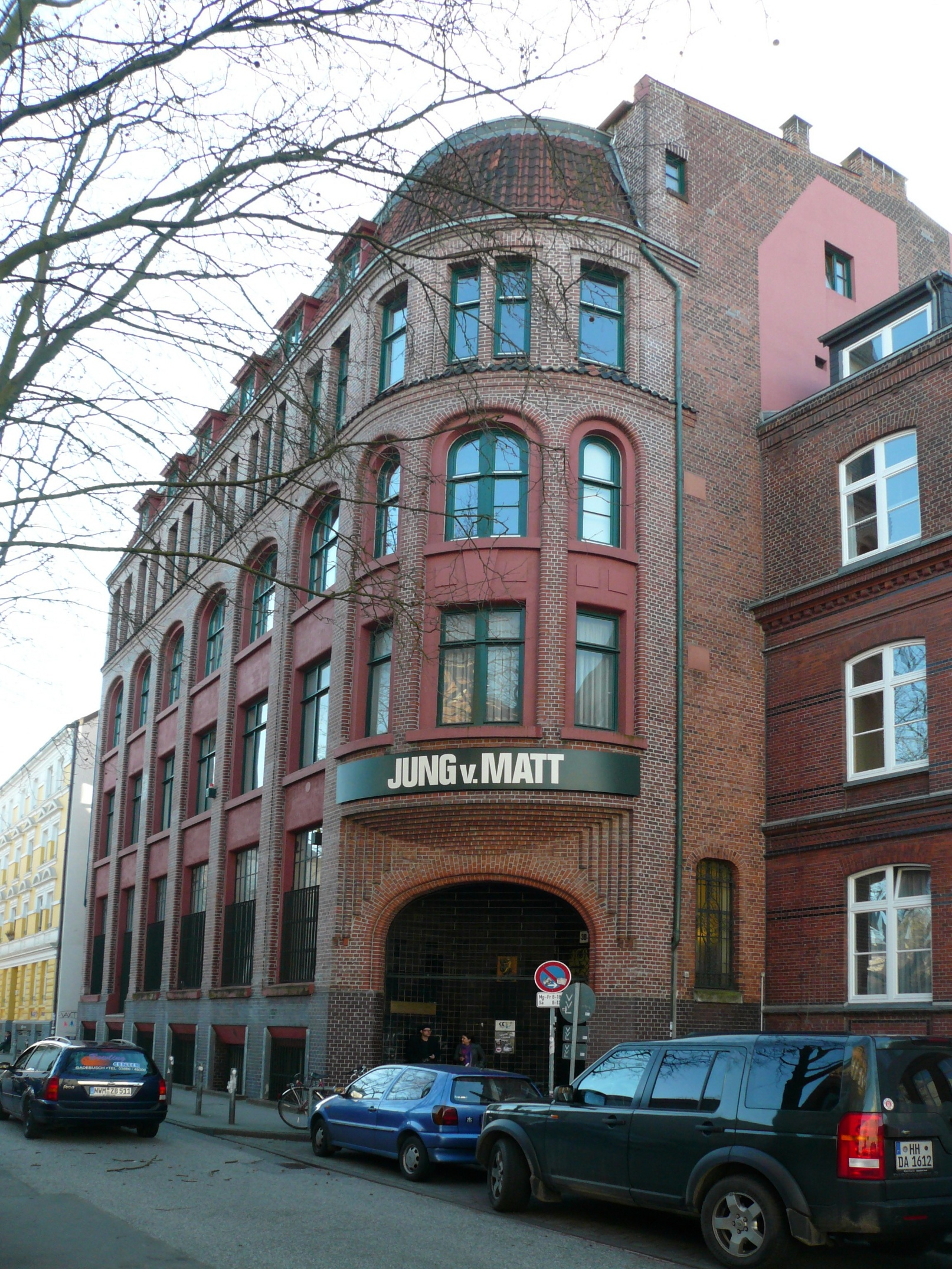
Stammsitz in Hamburg

Jung von Matt ist eine inhabergeführte Kreativ- und Werbeagentur mit Hauptsitz in Hamburg, die mit 24 Tochtergesellschaften in Deutschland, Österreich und der Schweiz sowie in China, Polen, Schweden, der Slowakei und in Tschechien vertreten ist. In Deutschland befinden sich die Tochtergesellschaften in Hamburg, Berlin, München und Stuttgart.

## Unternehmensprofil
Jung von Matt wurde 1991 von Holger Jung und Jean-Remy von Matt in Hamburg als Werbeagentur gegründet. 1999 wurde die Agentur in eine nicht-börsennotierte Aktiengesellschaft umgewandelt. Der Vorstand bestand zuletzt aus Peter Figge, Jean-Remy von Matt, Larissa Pohl, Thomas Strerath und Götz Ulmer.
2010 wurde Peter Figge (* 1965) neuer Vorstandssprecher. Mit dem 1. Juli 2018 wurde der bestehende Vorstand der Agentur aufgelöst und durch ein 15-köpfiges Partnerboard mit Peter Figge an der Spitze ersetzt. Der Agenturgründer Jean-Remy von Matt zog gleichzeitig in den Aufsichtsrat ein. Jochen Gutbrod hat dabei den Vorsitz des Aufsichtsrats übernommen.

## Auszeichnungen
Im Jahr 2010 war Jung von Matt im Kreativindex des Manager Magazins auf Platz eins der kreativsten Werbeagenturen und auf Platz eins der besten Internetwerber. Der Art Directors Club in Deutschland und das Manager Magazin zeichneten Jung von Matt im Jahr 2012 zum fünften Mal in Folge (2008 bis 2012) als Werbeagentur des Jahres aus. 2015 belegte die Agentur im Manager Magazin Kreativ-Index 2014 den ersten Platz vor Serviceplan aus München und Heimat aus Berlin.
Auch der Art Directors Club in Tschechien und der Creativ Club Austria kürten Jung von Matt zur Werbeagentur des Jahres 2010. Das Cannes Lions International Advertising Festival verlieh Jung von Matt den Titel Independent Agency of the Year 2010.
In den Jahren 2010 und 2011 war Jung von Matt zudem die beste deutsche Werbeagentur in Cannes. Im Jahr 2013 hat eine Studie der Zeitschrift Absatzwirtschaft ergeben, dass Jung von Matt die beliebteste Werbeagentur bei Marketingentscheidern in Deutschland ist.
2016 belegte Jung von Matt im Manager Magazin und WuV-Ranking den ersten Platz; im HORIZONT Kreativradar wurde sie Zweitplatzierter.
2017 nahm die Agentur – wie bereits 2015 und 2013 – nicht an Kreativwettbewerben teil, um die hauseigene Kreativkonzepterschule, die JvM-Academy, zu finanzieren.
Der Art Directors Clubs Deutschland zeichnete Jung von Matt im April 2018 als „Beste Agentur“ aus. Die internationale One Show verlieh der Agentur 2018 außerdem den Titel „German Agency of the Year“. Zudem wurde Jung von Matt 2018 bei den New York Festivals zur weltweiten „Independent Agency of the Year“ und zur „Regional Agency of the Year“ in Europa gekürt. Das Cannes Lions International Festival of Creativity verlieh der Agentur 2018 den Titel „Independent Agency of the Year“. Außerdem lag Jung von Matt im Kreativradar der Fachzeitschrift Horizont im Mai 2018 auf Platz eins der kreativsten Werbeagenturen.

## Kritik
Im Auftrag des RWE-Tochterunternehmens RWE Innogy gestaltete Jung von Matt 2016 eine Werbekampagne im Rheinland unter dem Motto „Rheinland wird Reinland“. Die Kampagne wurde vor dem Hintergrund kritisiert, dass RWE Braunkohle verstromt und zu den größten CO2-Emittenten zählt.
Mit dem kontrovers diskutierten Werbespot anlässlich des Muttertags für die Einzelhandelskette Edeka, veröffentlicht am Morgen des 6. Mai 2019 via YouTube, löste die Agentur einen regelrechten Shitstorm aus, welcher sich auf die sexistische Darstellung allgemein unfähiger Väter im Spot bezieht.

## Sonstiges
Für die Elektrohandelskette Saturn erfand die Werbeagentur den Spruch Geiz ist geil. Ein großer Publikumserfolg war der Supergeil-Spot für Edeka. Die deutsche Stiftung Pfadfinden unterstützte die Agentur im Januar 2001 mit einer bundesweit erschienenen Zeitschriftenanzeigenserie, in der mehrere Prominente, darunter der Schauspieler und Kabarettist Harald Schmidt als Pfadfinder ohne Gage posierten. Im März 2020 erfand die Werbeagentur (im Auftrag des Österreichischen Gesundheitsministeriums) den „Babyelefant“ (Jungtier Kibali) als Maßeinheit für jene Distanz, die als einzuhaltender Mindestabstand in den Maßnahmen zur Bekämpfung der Coronapandemie in Österreich verordnet oder vorgeschlagen ist. Das Wort Babyelefant wurde im Dezember 2020 zum Österreichischen Wort des Jahres gewählt. 2023 engagierte das Unternehmen Claas Relotius, der 2018 für einen der größten Fälschungsskandale des deutschen Journalismus verantwortlich war.

## Publikationen
- Holger Jung, Jean-Remy von Matt: Momentum – Die Kraft, die Werbung heute braucht. Lardon Verlag, Berlin 2004, ISBN 3-89769-031-4.
- Holger Jung, Jean-Remy von Matt: Momentum: die Kraft, die Kommunikation heute braucht. Lardon Verlag, Berlin 2011, ISBN 978-3-89769-031-8.
- Jean Remy von Matt, Holger Jung: Stimmen aus dem Aquarium! Verlag Hermann Schmidt, Mainz 2008, ISBN 978-3-87439-756-8.
- Jean Remy von Matt, Holger Jung: Stimmen aus dem Aquarium Silver Edition, ISBN 978-3-00-053116-3.